# Squadra omicidi, sparate a vista!
Squadra omicidi, sparate a vista! (Madigan) è un film del 1968 diretto da Don Siegel.

## Trama
New York, i detective Daniel Madigan e Rocco Bonaro si recano a Brooklyn, fuori dalla loro zona, per interrogare un sospettato, Barney Benesch, ma questi riesce a sorprenderli mentre i due sono distratti da una ragazza nuda che si trovava nella sua stanza e, dopo essersi fatto consegnare le loro pistole, si dà alla fuga. I provvedimenti a loro carico dovrebbero essere immediati ma la loro reputazione, nonostante i dubbi del capo della polizia, non può essere ignorata e viene concesso loro un termine di 72 ore per ritrovare il latitante; inizia così una corsa contro il tempo che coinvolge sia la vita privata dei due, in particolare quella di Madigan, in crisi coniugale ma incapace di tradire la moglie Julia, sia il sottobosco dei malviventi, tra i quali ve ne sono molti che hanno conti in sospeso con Benesch ed altri che lo temono in quanto trattasi di un soggetto psicolabile e tendenzialmente violento.
Le indagini di Madigan e di Bonaro si susseguono veloci ma la loro posizione si aggrava nel momento in cui due agenti riconoscono casualmente Benesch mentre cammina per la strada e questi apre il fuoco contro di loro, uccidendo uno dei due e ferendo gravemente l'altro, utilizzando la pistola di Madigan; a seguito di questo episodio la posizione dei detective sembra disperata ma, grazie ad una soffiata di Hughie, un giovane protettore che è solito procurare le ragazze al ricercato, vengono a scoprire che si trova nella stanza di un albergo. Viene dato l'allarme ed i poliziotti accorrono in forze, compreso il capo della polizia, e, dopo che Benesch ha aperto il fuoco dalla finestra, i due insistono per entrare per primi, tralasciando di indossare i giubbotti antiproiettile per la fretta di soccorrere una ragazza che in quel momento si trova insieme a lui.
Giunti davanti alla porta della stanza, intimano al delinquente di arrendersi e di fare uscire la ragazza ma questi si rifiuta e, nella sparatoria che ne segue, Madigan trova la morte dopo avere colpito Benesch, il quale, confermando la sua natura di maniaco omicida, prima di spirare chiede sorridendo a Bonaro: «L'ho ucciso vero?».

## Serie televisiva
Nel 1972 dal film fu tratta una serie televisiva in 6 episodi, trasmessa dalla NBC, dal titolo Madigan, titolo originale della pellicola, sempre interpretata da Richard Widmark.